# Vergilius Augusteus
Le Vergilius Augusteus est un manuscrit contenant le texte (incomplet) de l'Énéide et des Géorgiques de l'écrivain latin Virgile, daté de la seconde moitié du IVe siècle. Des 7 feuillets subsistants, 4 sont actuellement conservés à la bibliothèque apostolique vaticane (Cod. Vat. Lat. 3256) et 3 autres à la Bibliothèque d'État de Berlin (Berolinensis Lat. fol. 2, 41) . Il ne contient pas de miniature mais de simples lettrines ornées à chaque début de page.

## Historique
Le manuscrit doit son nom au fait qu'autrefois, on pensait le dater de l'époque du premier empereur romain. Il date sans doute plutôt de la seconde moitié du IVe siècle. Il a sans doute été écrit en Italie. Au XVe siècle, il est localisé à l'abbaye de Saint-Denis à proximité de Paris. Les 4 folios du Vatican appartiennent par la suite au magistrat humaniste français, Claude Dupuy. Il en donne d'abord 2 feuillets au bibliophile Fulvio Orsini, puis les 2 autres. Ce dernier lègue sa collection à la bibliothèque du Saint-Siège à sa mort, en 1600.

## Description
Le texte subsistant est très court car il ne contient que 284 des 13 000 vers que contiennent les deux œuvres de Virgile au total. Le texte est entièrement écrit en quadrata, une écriture latine traditionnellement réservée aux inscriptions épigraphiques sur des monuments, mais utilisée parfois pour des textes classiques. Il contient par contre 14 lettrines ornées à chaque début de page, sans marquer pour autant un début de chapitre ou de paragraphe du texte de Virgile. Elles sont parfois désignées comme les plus anciennes lettrines actuellement connues.

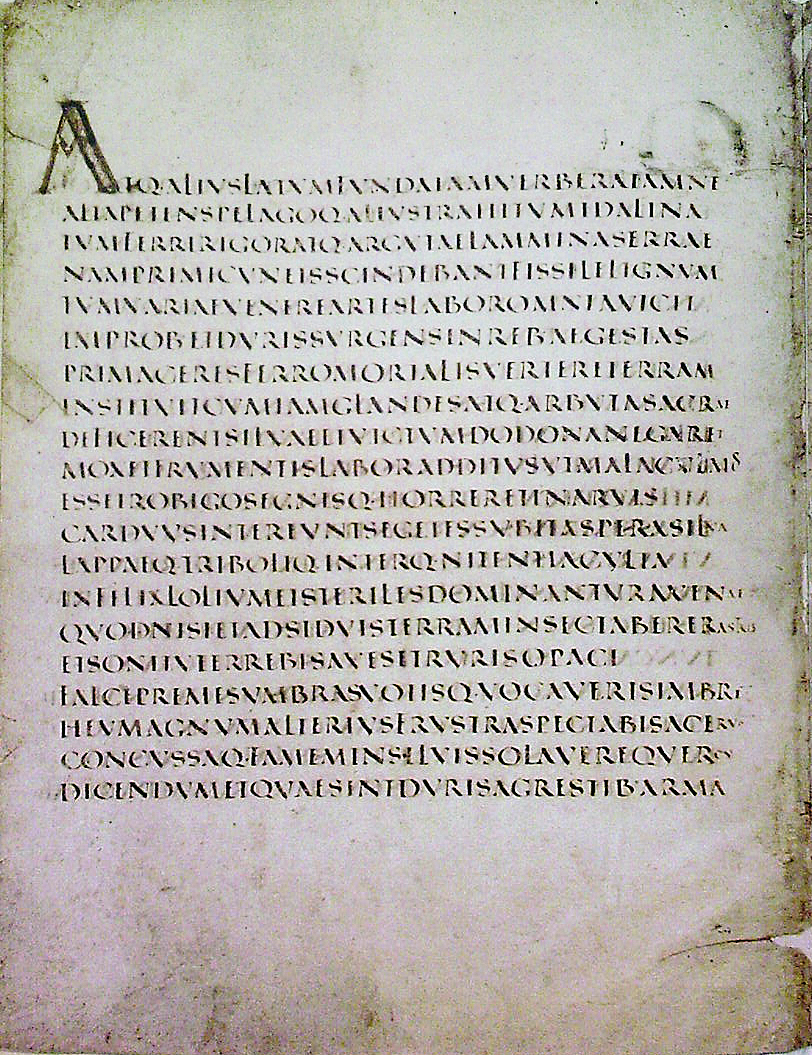
Page des Géorgiques, conservé au Vatican.
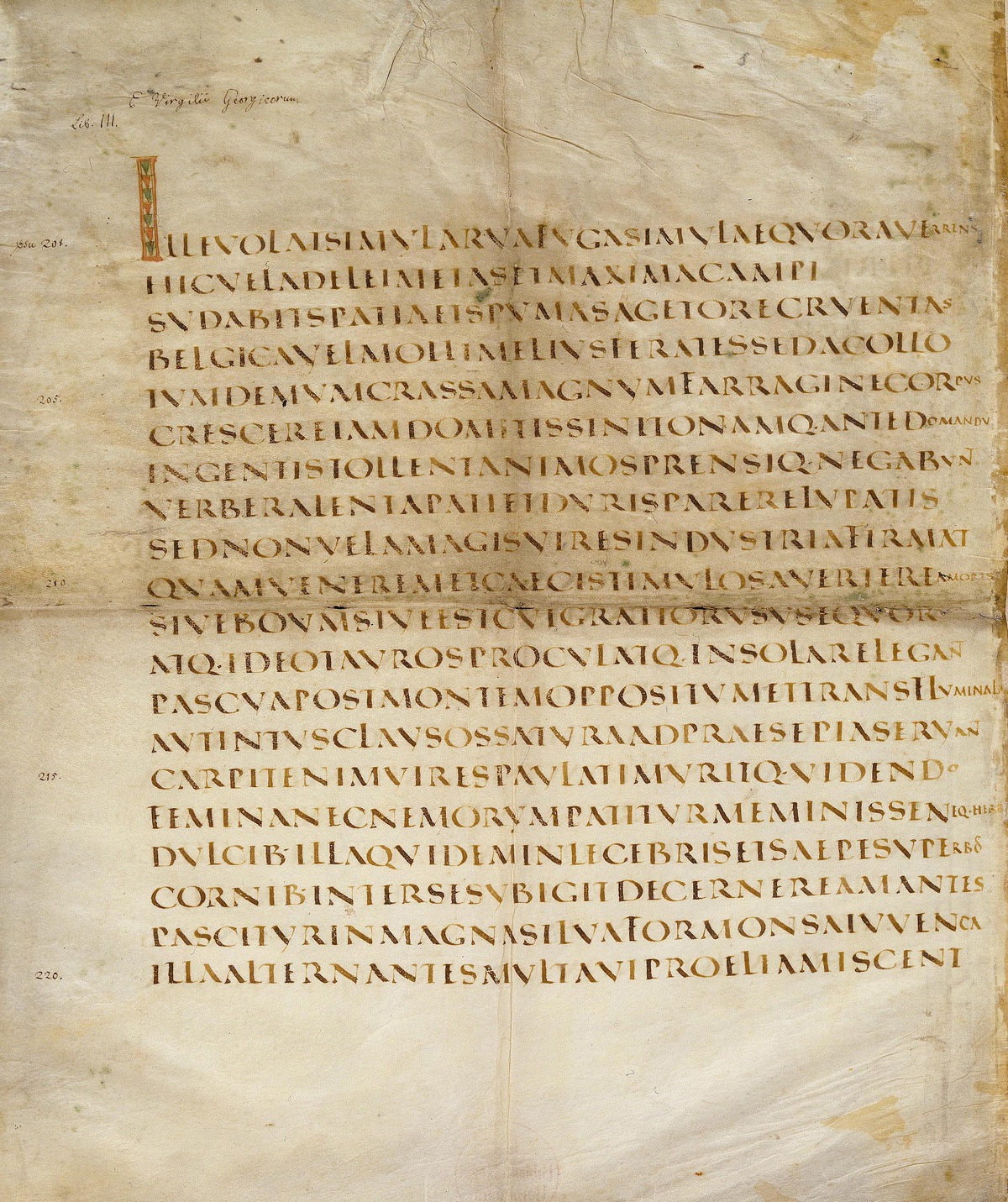
Folio conservé à Berlin.